# العلاقات المكسيكية اللاوسية
العلاقات المكسيكية اللاوسية هي العلاقات الثنائية التي تجمع بين المكسيك ولاوس.

## مقارنة بين البلدين
هذه مقارنة عامة ومرجعية للدولتين:
| وجه المقارنة                                              | المكسيك                                                                               | لاوس        |
| --------------------------------------------------------- | ------------------------------------------------------------------------------------- | ----------- |
| المساحة (كم2)                                             | 1.97 مليون                                                                            | 236.80 ألف  |
| عدد السكان (نسمة)                                         | 130.53 مليون                                                                          | 6.86 مليون  |
| الكثافة السكانية (ن./كم²)                                 | 66.26                                                                                 | 28.97       |
| العاصمة                                                   | مدينة مكسيكو                                                                          | فيينتيان    |
| اللغة الرسمية                                             | اللغة الإسبانية                                                                       | اللغة اللاو |
| العملة                                                    | بيزو مكسيكي                                                                           | كيب لاوي    |
| الناتج المحلي الإجمالي (بليون دولار)                      | 1.15 تريليون                                                                          | 16.85 مليار |
| الناتج المحلي الإجمالي (تعادل القوة الشرائية) بليون دولار | 2.16 تريليون                                                                          | 38.71 مليار |
| الناتج المحلي الإجمالي الاسمي للفرد دولار أمريكي          | 9.01 ألف                                                                              | 1.82 ألف    |
| الناتج المحلي الإجمالي للفرد دولار أمريكي                 | 17.32 ألف                                                                             |             |
| مؤشر التنمية البشرية                                      | 0.756                                                                                 | 0.575       |
| رمز المكالمات الدولي                                      | +52                                                                                   | +856        |
| رمز الإنترنت                                              | .mx                                                                                   | .la         |
| المنطقة الزمنية                                           | منطقة زمنية وسطى، المنطقة الزمنية الجبلية، زمن منطقة المحيط الهادئ، منطقة زمنية شرقية | ت ع م+07:00 |

## منظمات دولية مشتركة
يشترك البلدان في عضوية مجموعة من المنظمات الدولية، منها:
| علم المنظمة | اسم المنظمة                        | تاريخ انضمام المكسيك | تاريخ انضمام لاوس |
| ----------- | ---------------------------------- | -------------------- | ----------------- |
|             | مؤسسة التنمية الدولية              | 24 أبريل 1961        | 28 أكتوبر 1963    |
|             | يونسكو                             | 4 نوفمبر 1946        | 9 يوليو 1951      |
|             | وكالة ضمان الاستثمار متعدد الأطراف | 1 يوليو 2009         | 5 أبريل 2000      |
|             | الأمم المتحدة                      | 7 نوفمبر 1945        | 14 ديسمبر 1955    |
|             | البنك الدولي للإنشاء والتعمير      | 31 ديسمبر 1945       | 5 يوليو 1961      |
|             | منظمة حظر الأسلحة الكيميائية       | ?                    | ?                 |
|             | مؤسسة التمويل الدولية              | 20 يوليو 1956        | 29 يناير 1992     |
|             | منظمة الشرطة الجنائية الدولية      | ?                    | ?                 |

## وصلات خارجية
- موقع وزارة الخارجية المكسيكية
- موقع وزارة الخارجية اللاوسية